# Urugwaj na Letnich Igrzyskach Olimpijskich 2000
Urugwaj na Letnich Igrzyskach Olimpijskich 2000 reprezentowało 15 zawodników, 12 mężczyzn i 3 kobiety.

## Zdobyte medale
| Medal  | Zawodnik       | Dyscyplina | Konkurencja              |
| ------ | -------------- | ---------- | ------------------------ |
| Srebro | Milton Wynants | Kolarstwo  | wyścig punktowy mężczyzn |